# Oxford Calculators

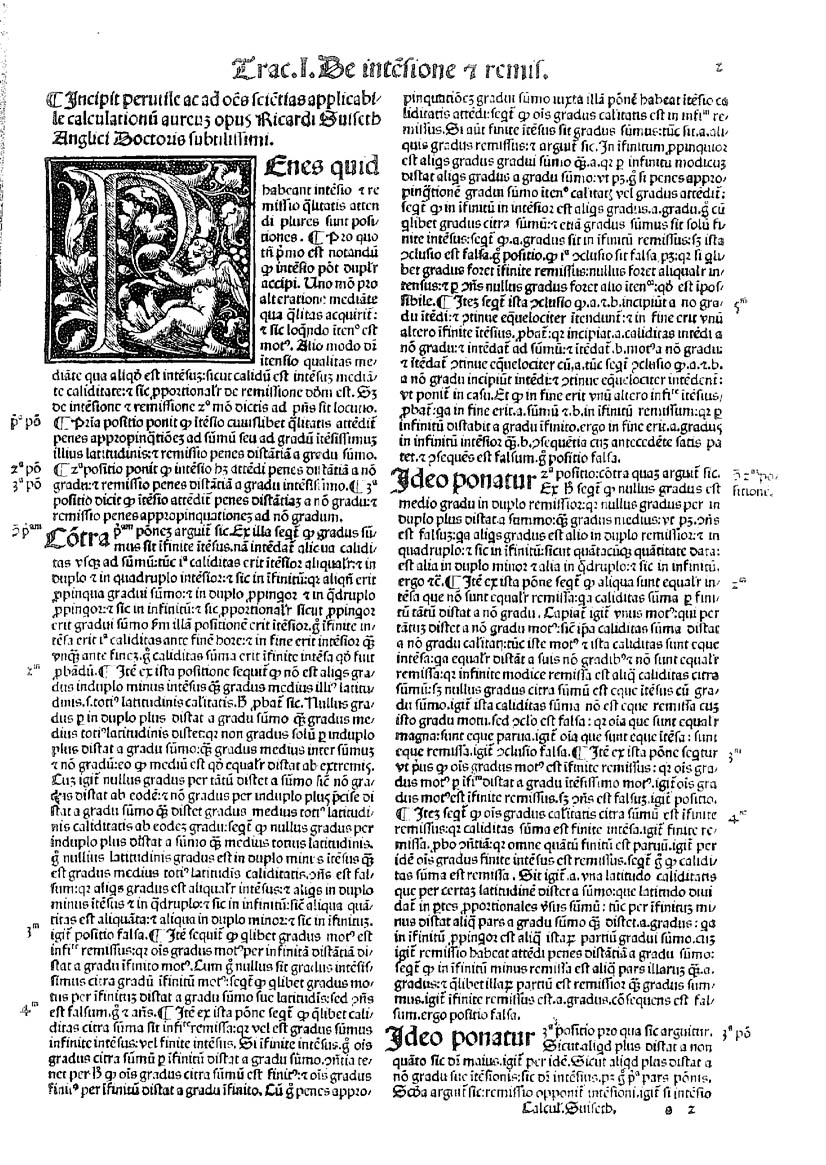
Richard Swineshead, Calculator, 1520

Die Oxford Calculators (oder Mertonian Calculators) waren eine Gruppe von Denkern im 14. Jahrhundert am Merton College und an der Universität von Oxford, die sich um eine logisch-mathematische Annäherung an philosophische Probleme bemühten.
Hauptvertreter der Strömung waren Thomas Bradwardine, William Heytesbury, Richard Swineshead und John Dumbleton. Sie bauten auf frühere Arbeit von Walter Burley und Gerhard von Brüssel auf.